# Paltin de munte
Paltinul de munte (Acer pseudoplatanus) este un arbore din familia aceraceelor cu frunze groase, palmate, cu fructele disamare și cu lemnul alb, foarte rezistent, elastic și fin, folosit la fabricarea mobilei și a instrumentelor muzicale.
În șamanism, paltinul este considerat ca arborele cu cea mai înaltă vibrație sonoră.
Denumit și „paltinul care cântă”, arborele matur are mare căutare printre lăutarii din Bihor.
Din el sunt confecționate celebrele viori cu goarnă.

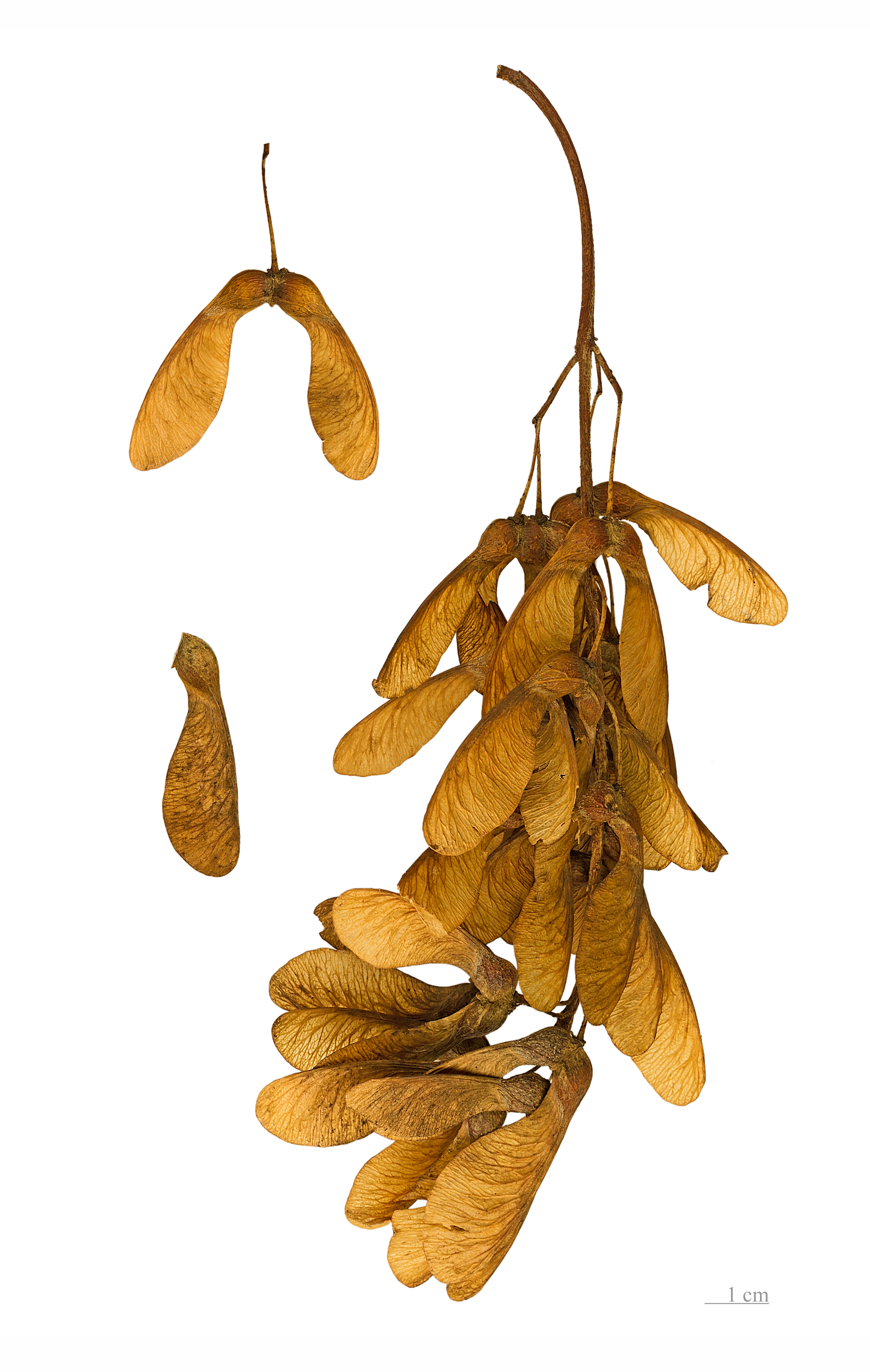
Acer pseudoplatanus